# Gate (light novel)
Gate (ゲート 自衛隊 彼の地にて、斯く戦えり?, Gēto jieitai kano chi nite, kaku tatakaeri, lett. "Gate: in quella terra, le forze di autodifesa combattono così") è una serie di light novel scritta da Takumi Yanai e illustrata da Daisuke Izuka. Cinque volumi e cinque raccolte di storie secondarie sono stati pubblicati da AlphaPolis a partire da aprile 2010. Un adattamento manga di Satoru Sao, edito in Italia da Star Comics, ha avuto inizio nel luglio 2011. Un adattamento anime, prodotto da A-1 Pictures, è stato trasmesso in Giappone tra il 3 luglio 2015 e il 25 marzo 2016.
Una serie di romanzi sequel, Gate Season 2: Jieitai kano umi nite, kaku tatakaeri, ha iniziato la pubblicazione nel 2017. È stato annunciato un adattamento televisivo anime del sequel.
Il manga e l'anime sono stati in parte prodotti e hanno ricevuto fondi dalle Forze di autodifesa del Giappone.

## Trama
Nel quartiere di Ginza a Tokyo nell'anno 2030, appare un portale per un altro mondo da dove fuoriesce una legione, formata da soldati e mostri, intenzionata ad attaccare la città. Le forze di autodifesa giapponesi però, grazie ad armi e tattiche molto più avanzate, riescono a respingere il nemico, stabilendo una base dall'altra parte per costringerlo ad aprire negoziazioni di pace. Ben informato sulle storie fantasy, Yōji Itami è uno degli ufficiali giapponesi che vengono inviati ad investigare nell'altro mondo, dove magia, draghi ed elfi sono per l'appunto realtà.

## Personaggi

Da sinistra verso destra: Shino, Rory, Yōji, Lelei e Tuka

### Personaggi principali
Yōji Itami (伊丹 耀司?, Itami Yōji)
Doppiato da: Jun'ichi Suwabe
Il protagonista della serie, ossia un otaku e soldato delle forze di autodifesa giapponesi trentatreenne, che dopo aver scortato centinaia di cittadini al sicuro durante l'attacco di Ginza, viene promosso a primo tenente e inviato a investigare dall'altra parte del portale. Crede fortemente nella necessità di stabilire un dialogo pacifico con gli abitanti dell'altro mondo e, pur essendo apparentemente svogliato, è un ranger e un membro delle forze speciali che, quando le situazioni lo richiedono, sa svolgere perfettamente il suo ruolo di capo, tramutandosi in un soldato affidabile e razionale.
Tuka Luna Marceau (テュカ・ルナ・マルソー?, Tyuka Runa Marusō)
Doppiata da: Hisako Kanemoto
Un'elfa centosessantacinquenne che è ancora una teenager secondo gli standard della sua specie. Dopo che suo padre si è sacrificato per difenderla da un drago che attaccava il loro villaggio, viene trovata da Yōji in fondo a un pozzo e da quel momento in poi si unisce al suo gruppo. Non riuscendo a sopportare la perdita del genitore, col passare del tempo comincia a vedere in Yōji una figura paterna, con grande disappunto di quest'ultimo.
Lelei la Lelena (レレイ・ラ・レレーナ?, Rerei ra Rerēna)
Doppiata da: Nao Tōyama
Un'umana di quindici anni della Regione Speciale. Allieva del mago Kato, dopo aver imparato velocemente il giapponese diventa l'interprete del gruppo di Yōji. Pur essendo molto giovane dimostra di avere un'eccellente padronanza della magia, resa ancora più efficace dallo studio della chimica e la fisica terrestri. Aspirante al titolo di Maestro, è in grado di ospitare nel suo corpo lo spirito di un dio, circostanza che per la quasi totalità degli altri esseri viventi significa morte certa, o comunque irreparabili danni psicofisici. Pur essendo a prima vista timida e morigerata, nel mezzo delle battaglie o in situazioni particolarmente caotiche tende a cambiare radicalmente, diventando aggressiva e quasi malevola. Ha una sorella maggiore, Arpeggio, che studia all'accademia di magia della città di Rondel. Quando scopre dalla dèa Hardy che l'apertura ininterrotta del portale mette in pericolo la stabilità di entrambi i mondi, inizia a studiare un modo per controllarla a proprio piacimento; viene però rapita di lì a breve dagli agenti dei servizi segreti cinesi per costringere il governo giapponese ad accettare un progetto di colonizzazione forzata della Regione Speciale da parte della popolazione cinese, dando il via alla catena di eventi che porteranno alla distruzione del portale.
Rory Mercury (ロゥリィ・マーキュリー?, Ruri Mākyurī)
Doppiata da: Risa Taneda
Una semidea guerrafondaia di novecentosessantuno anni che, avendo preso in simpatia Yōji, si unisce al suo gruppo. Ha smesso di invecchiare quando, ancora molto giovane, diventò una semidea e apostolo di Emroy (dio della morte, guerra, crimine e follia). Il suo corpo rimarrà con l'aspetto di una ragazzina fino al compimento del suo millesimo compleanno, quando ascendendo diventerà una dea completa. Per questo motivo ha secoli di esperienza in combattimento alle spalle, è praticamente immortale e può guarire da qualsiasi ferita. Inoltre, è molto agile e veloce e, nonostante il suo aspetto minuto, ha una forza sovrumana che le permette di usare la sua pesantissima alabarda con estrema facilità. Tra quarant'anni vorrebbe diventare una dea dell'amore e, di solito, indossa il suo abito sacerdotale di Emroy in stile Gothic Lolita. È amata in maniera quasi ossessiva dalla dea dell'oltretomba Hardy, un amore assolutamente non ricambiato che ha spinto la divinità ad inviare alcuni suoi apostoli in giro per la Regione Speciale nel tentativo di catturarla; ciò le ha provocato una particolare forma di claustrofobia, specifica dei luoghi sotterranei (in quanto Hardy governa tutto ciò che si trova nel sottosuolo).

### Terza squadra di ricognizione
Shino Kuribayashi (栗林 志乃?, Kuribayashi Shino)
Doppiata da: Maaya Uchida
Un sergente maggiore delle forze di autodifesa giapponesi che fa parte della terza squadra di ricognizione e che eccelle nel corpo a corpo. Seria e composta, inizialmente non va molto d'accordo con Yōji, reputandolo inaffidabile e incapace di svolgere al meglio il suo ruolo di caposquadra. Essendo piuttosto impulsiva, nel mezzo delle battaglie tende a farsi prendere dalla foga, lanciandosi all'attacco incurante dei pericoli. Ha una sorella minore, Nanami (菜々美?), che fa la reporter. Nelle web-novel perde un occhio durante le fasi finali della guerra civile, venendo riportata priva di conoscenza in Giappone poco prima dell'esplosione del portale. Quattro anni dopo, ancora in servizio nelle JSDF e promossa di grado, continua ad aspettare fiduciosa il ritorno di Yōji.
Takeo Kurata (倉田 武雄?, Kurata Takeo)
Doppiato da: Kaito Ishikawa
Un amico di Yōji, anche lui otaku, che fa parte della terza squadra di ricognizione. Il suo sogno più grande è incontrare una nekomimi, e per questo si innamora di Persia, una delle cameriere della famiglia Formal.
Akira Tomita (富田 章?, Tomita Akira)
Doppiato da: Hiroki Yasumoto
Il vicecomandante della terza squadra di ricognizione, professionale e composto. Laureato in astronomia e con numerose missioni al suo attivo, ha fatto parte della divisione paracadutisti delle JSDF. Attratto neanche troppo segretamente da Bozes, avrà da questa una figlia, Mai. Nelle web-novel, nel bel mezzo della guerra civile, si lascia uccidere dagli abitanti di un villaggio aizzati da Zorzal contro le forze lealiste per far ritrovare loro la fiducia nelle JSDF.
Mari Kurokawa (黒川 茉莉?, Kurokawa Mari)
Doppiata da: Satomi Akesaka
Il medico della terza squadra di ricognizione che a volte parla in maniera un po' maliziosa. Prende a cuore la situazione di Tuka, e fa di tutto per aiutarla a superare il trauma della morte del padre.
Hitoshi Furuta (古田 均?, Furuta Hitoshi)
Doppiato da: Daiki Hamano
Il vivandiere della terza squadra di ricognizione. Prima di arruolarsi nelle JSDF era chef in un famoso ristorante di Tokyo. Guadagnatosi la stima di Zorzal grazie alle sue abilità di cuoco, dopo il fallito attentato ai danni di Noriko Mochizuki riceve dall'alto comando l'incarico di infiltrarsi sotto copertura nel palazzo imperiale per spiare le mosse del principe. Nel corso della sua missione conosce Tyuule, di cui si innamora, ma mentre nelle web-novel originali riuscirà a persuaderla a rinunciare al suo desiderio di vendetta e a ricominciare una nuova vita insieme, nella serie di light novel non sarà in grado di impedire alla regina di pugnalare a morte Zorzal, venendo uccisa a sua volta subito dopo.

### Regione Speciale

#### Impero
Piña Co Lada (ピニャ・コ・ラーダ?, Pinya Ko Rāda)
Doppiata da: Haruka Tomatsu
Una principessa dell'impero della Regione Speciale che desidera la pace col Giappone. Dopo la battaglia di Italica, si rende conto che la sua patria non ha speranza di vittoria contro le forze di autodifesa giapponesi, e per questo motivo vuole prevenirne la distruzione.
Molt Sol Augustus (モルト・ソル・アウグスタス?, Moruto Soru Augusutasu)
Doppiato da: Atsushi Ono
L'imperatore dell'impero al di là del portale che non esita a sacrificare gli eserciti di tutti i regni vassalli pur di scongiurare il pericolo di una rivolta. Quando si rende conto del potenziale bellico irraggiungibile delle JSDF, appoggia la figlia Piña negli sforzi per ottenere un accordo di pace, seppure a precise condizioni a lui vantaggiose. Sopravvissuto all'attentato di Tyuule, assieme a Piña si rifugia ad Italica, dove con l'appoggio del Giappone forma un governo in esilio scatenando così una guerra civile.
Zorzal El Caesar (ゾルザル・エル・カエサル?, Zoruzaru Eru Kaesaru)
Doppiato da: Katsuyuki Konishi
Il figlio primogenito dell'Imperatore e potenziale candidato alla successione al trono. Il suo carattere e la sua personalità differiscono nelle varie versioni della storia; infatti, se nelle web-novel, e soprattutto nelle light novel, appare sì sanguinario ed ambizioso, ma anche machiavellico e politicamente astuto, sia nel manga che nella serie animata risulta particolarmente stupido e arrogante: dopo essere stato violentemente pestato da Yōji e Shino di fronte ai suoi uomini cerca in ogni modo di sabotare la fragile tregua tra il Giappone e l'Impero; in seguito, quando il padre cade vittima dell'attentato ordito ai suoi danni dalla regina Tyuule, appoggiato da alcuni fedelissimi sopravvissuti alla disastrosa spedizione a Ginza approfitta della situazione per mettere in atto un colpo di stato e impadronirsi del potere. Non rendendosi inizialmente conto di essere nulla più che una pedina nelle mani della sua stessa schiava, scatena una guerra civile contro il governo del padre in esilio, da cui tuttavia uscirà sconfitto rimettendoci la vita.
Diabo (ディアボ?)
Doppiato da: Yūichirō Umehara
Figlio secondogenito dell'imperatore Molt, è il fratello di Zorzal, che reputa un incapace, e Piña, a cui invece è molto legato. Di gran lunga più intelligente del fratello, pur essendo a sua volta nella posizione di poter aspirare al trono, è consapevole di essere il candidato meno probabile alla successione, stretto tra di lui (che è appoggiato dal senato e dal padre) e Piña (che invece sarebbe benvoluta dalle JSDF e dal governo giapponese, oltre che dall'ala moderata del senato). Pertanto, tenta di siglare un accordo col governo cinese per ottenere la forza militare necessaria a contrastare le JSDF. Nelle web-novel originali viene tradito dai suoi compagni cinesi e rimane travolto dall'esplosione che distrugge il portale, mentre nelle light novel, pur ferito, riesce a sopravvivere, ottenendo il perdono sia della sorella che delle JSDF e diventando governatore della comunità di Arnus.

##### Cavalieri delle Rose
Hamilton Uno Law (ハミルトン・ウノ・ロー?, Hamiruton Uno Rō)
Doppiata da: Ikumi Hayama
Un membro dei Cavalieri delle Rose che fa da assistente a Piña. Dopo la battaglia di Italica, è colei che dirige i negoziati con le forze di autodifesa giapponesi.
Bozes Co Palesti (ボーゼス・コ・パレスティー?, Bōzesu Ko Paresutī)
Doppiata da: Yumi Uchiyama
La secondogenita del marchese Palesti, nonché un membro dell'ordine di cavalieri di Piña, che è molto fedele alla sua padrona ed è pronta a concedere il proprio corpo pur di giovare a lei e alla sua patria.
Panache Fure Kalgi (パナシュ・フレ・カルギー?, Panashu Fure Karugī)
Doppiata da: Azuki Shibuya
Un membro dei Cavalieri delle Rose che è un'amica intima di Piña.
Grey Co Aldo (グレイ・コ・アルド?, Gurei Ko Arudo)
Doppiato da: Itaru Yamamoto
Un cavaliere imperiale che si è unito di sua spontanea volontà all'ordine di cavalieri di Piña. È un soldato abile e valoroso che fa spesso da consigliere alla sua padrona.

#### Altri abitanti
Yao Haa Dushi (ヤオ・ハー・デュッシ?, Yao Hā Dyusshi) / Yao Ro Dushi (ヤオ・ロゥ・デュッシ?, Yao Rō Dusshi)
Doppiata da: Yōko Hikasa
Un'elfa oscura di oltre trecento anni che cerca l'aiuto delle forze di autodifesa giapponesi per affrontare lo stesso drago di fuoco che aveva attaccato il villaggio di Tuka, ora pericolosamente vicino alla foresta della sua tribù. Dopo che il drago viene sconfitto, anche lei si unisce al gruppo di Yōji, cambiando il suo nome da Yao Haa (Hardy) Dushi in Yao Ro (Rory) Dushi.
Tyuule (テューレ?, Tyūre)
Doppiata da: Ami Koshimizu
La regina di una tribù di conigli guerrieri, una delle tante razze semi-umane che popolano la Regione Speciale. Ha perso tutto quando la sua terra natale è stata attaccata dal principe Zorzal durante una campagna militare imperiale nel nord del continente di Falmart. Per salvare il proprio popolo arrivò ad offrirsi come schiava personale del principe, ma quest'ultimo la ingannò, sterminando e schiavizzando la sua tribù e diffondendo nel contempo la falsa voce secondo cui ella avrebbe sacrificato i suoi compagni per salvarsi la vita. Venuta a conoscenza della sorte della sua gente, progetta di vendicarsi provocando una guerra tra il Giappone e l'Impero che avrebbe come logica conseguenza la distruzione totale di quest'ultimo. La sua sorte finale differisce tra le originali web-novel e la successiva raccolta di light novel: se nelle web-novel deciderà infatti di rinunciare ai suoi propositi di vendetta grazie a Furuta, nelle light novel perseguirà nel suo scopo fino all'ultimo, venendo infine uccisa da Zorzal al termine della guerra civile subito dopo essere riuscita a ferirlo mortalmente con un pugnale.
Delilah (デリラ?, Derira)
Doppiata da: Aina Kusuda
Un membro della tribù di conigli guerrieri guidato dalla regina Tyuule, nonché una formidabile guerriera. Quando la sua gente venne annientata e ridotta in schiavitù da Zorzal, riuscì a darsi alla macchia assieme a due compagne, Parna e Maamiya, giurando vendetta contro la regina per il suo apparente tradimento. Gli anni che seguirono, però, furono molto duri, con le tre guerriere costrette alle peggiori umiliazioni, dal furto di cibo alla prostituzione, per poter sopravvivere. Esasperata da una vita da fuggitiva Parna, dopo essersi tagliata un orecchio, decise di farsi schiava, mentre Maamiya e Delilah, ormai prossime a morire di stenti, vennero salvate dal signore di Italica, che le accolse come cameriere nella propria villa e diede asilo ai pochi superstiti della loro tribù. Quando la comunità di Arnus fa richiesta di manodopera ad Italica per amministrare il campo profughi e la nascente comunità, per ordine della capo-cameriera della famiglia Formal, Delilah vi si infiltra come spia per tenere d'occhio le JSDF, venendo assunta come barista alla taverna locale e diventando tuttavia in breve tempo una buona amica e consigliera fidata per molti soldati. In seguito però, ingannata da un finto ordine di omicidio, tenta di assassinare Noriko Moshizuki, venendo scoperta all'ultimo momento da Yanagida: ne nascerà un breve scontro, dal quale entrambi usciranno gravemente feriti, ma a cui fortunatamente riusciranno a sopravvivere.
Kato El Altestan (カト・エル・アルテスタン?, Kato Eru Arutesutan)
Doppiato da: Chō
Uno stregone anziano dalle grandi abilità, tanto da essere considerato una leggenda vivente, che ha preso Lelei e sua sorella come sue discepole. Nonostante il suo senso dell'umorismo un po' perverso, di solito sa anche essere serio, e oltre a prendersi cura dei rifugiati fatti evacuare da Yōji sulla collina di Arnus, collabora in seguito con le JSDF per istruire alcuni abitanti scelti della Regione Speciale allo studio della lingua giapponese a fini diplomatici.
Myuute Luna Sires (ミューティ・ルナ・サイレス?, Myūti Runa Sairesu)
Doppiata da: Lynn
Una semi-umana con le caratteristiche di un volatile, nonché una maga di alto livello, che inizialmente faceva parte dell'esercito di banditi che avevano attaccato Italica. Sopravvissuta alla battaglia, viene selezionata da Yōji per essere portata ad Arnus come prigioniera di guerra per questioni di intelligence (e per salvarla assieme ad altre donne dalla vendetta degli abitanti). In seguito, apparentemente pentitasi delle sue azioni, si arruola nella polizia militare, assistendo Rory nel mantenere l'ordine pubblico all'interno della città-satellite dei profughi di Arnus.
Duran (デュラン?, Dyuran)
Doppiato da: Masuo Amada
Il re di Elbe che guida la seconda ondata di uomini inviata dall'Impero per la riconquista della collina di Arnus. Le sue forze vengono completamente annientate, e oltre a subire delle pesanti mutilazioni rimane a tal punto terrorizzato dalla forza del nemico che i suoi capelli, da neri, diventano completamente bianchi. In seguito, su richiesta di Piña, viene ricoverato nel moderno ospedale di Arnus, dove gli vengono installate delle protesi artificiali. Quando il drago di fuoco che minaccia la foresta degli elfi oscuri (e quindi anche il suo paese, trovandosi la foresta in questione nel Regno di Elbe) viene ucciso, passa dalla parte delle JSDF.
Sherry Tyueli (シェリー・テュエリ?, Sherī Tyueri)
Doppiata da: Rina Hidaka
La giovane ma perspicace erede della potente famiglia Tyueli. Pur avendo solo dodici anni, è dotata di un acume diplomatico e di un talento per la politica inusuali per la sua età, cosa che cattura l'attenzione di Sugawara, per il quale la ragazzina prende ben presto una cotta annunciando a tutti che un giorno lui diventerà suo marito. Quando Zorzal si impatronisce del potere, iniziando una sistematica eliminazione di tutti coloro che appoggiano la necessità di una rapida soluzione pacifica con il Giappone, anche a costo di una resa incondizionata, anche la famiglia Tyueli finisce nelle liste di proscrizione, ma con il sacrificio dei suoi genitori Sherry riesce ad evitare l'arresto e a rifugiarsi assieme al senatore Casel nell'ambasciata giapponese di Sadera, dove dopo alterne vicende (e una inaspettata presa di posizione di Sugawara) saranno ammessi come rifugiati politici, cosa che di fatto porterà a una nuova escalation di tensione nei rapporti tra Impero e Giappone.
Arpeggio El Lelena (アルペジオ・エル・レレーナ?, Arupejio Eru Rerēna)
Doppiata da: Ayahi Takagaki
La sorella maggiore di Lelei, la quale studia e lavora come alchimista nella città di Rondel, sede della più importante scuola di magia della Regione Speciale. Caratterialmente è l'opposto di Lelei, espansiva, iraconda ed estroversa, e pur essendo un po' gelosa delle abilità della sorella tiene molto a lei. Dal momento che il suo campo di studio (l'alchimia e lo studio della magia fondata sull'uso delle gemme) è particolarmente dispendioso ha diversi problemi economici, tanto da essere costretta a lavorare part-time come amanuense per guadagnarsi da vivere.
Hardy (ハーディ?, Hādi)
La dea della morte e dell'oltretomba. È una delle poche divinità universalmente adorate da quasi tutti gli abitanti della Regione Speciale, i cui domini consistono in ciò che è al di sotto della superficie terrestre. La sua città santa è Belnago, dove si trova il tempio a lei dedicato. Dopo che il portale tra la Terra e la Regione Speciale viene stabilizzato e reso perpetuo dai maghi dell'Impero, risveglia il drago di fuoco nel tentativo di spazzare via i difensori di Arnus e distruggerlo, ma i suoi sforzi sono vanificati dal potenziale bellico delle JSDF. Colpita dai nuovi arrivati, decide quindi di non agire ulteriormente, soprattutto per il fatto di essere finalmente riuscita a "trovare qualcosa che soddisfasse il suo interesse". Non avendo a prima vista un corpo fisico, può comunicare con i mortali solamente tramite un medium. Dichiaratamente lesbica, ama le donne e detesta gli uomini (anche se è disposta a fare un'eccezione per Yōji): in particolare, è innamorata alla follia di Rory, a tal punto che cerca in tutti i modi di conquistare.

### Altri personaggi
Akira Yanagida (柳田 明?, Yanagida Akira)
Doppiato da: Kōji Yusa
Un primo tenente delle forze di autodifesa giapponesi che ogni tanto si diverte a stuzzicare Yōji. Subdolo e malizioso, dimostra più volte di intendersene di politica. Più tardi, impedisce l'uccisione di Noriko Mochizuki rimanendo gravemente ferito insieme all'attentatrice, una superstite della tribù dei conigli guerrieri della regina Tyuule.
Noriko Mochizuki (望月 紀子?, Mochizuki Noriko)
Doppiato da: Hibiku Yamamura
Una cittadina giapponese che durante l'attacco a Ginza viene fatta prigioniera assieme ad altri civili dalle truppe imperiali. Portata nella Regione Speciale e venduta come schiava al principe Zorzal, più tardi viene incontrata per caso da Yōji, Sugawara e Shino durante un incontro ufficiale con l'Imperatore. Proprio la scoperta della sua esistenza nel bel mezzo dei colloqui diplomatici metterà in serio pericolo il raggiungimento di un accordo di pace, e la sua incolumità sarà anche messa a rischio dalla regina Tyuule, che progetterà di ucciderla per far proseguire la guerra tra l'Impero e il Giappone.
Shigenori Hōjō (北条 重則?, Hōjō Shigenori)
Doppiato da: Yōsuke Akimoto
Il primo ministro del Giappone che prima della fine del suo mandato promuove l'invio di un distaccamento nella Regione Speciale.
Motoi Shinzō (新造 モトイ?, Shinzō Motoi)
Doppiato da: Shōto Kashii
Il successore di Hōjō come primo ministro del Giappone. Si dimette poco dopo la convocazione di Yōji alla Dieta per impedire agli Stati Uniti di sfruttare alcune informazioni compromettenti sul suo governo come arma di ricatto per ottenere un controllo sul portale.
Morita (森田?)
Un membro del partito di Motoi che succede a quest'ultimo nella carica di primo ministro. A causa degli strascichi dello scandalo dovuto alle dimissioni del suo predecessore, il suo governo è politicamente debole, il che ha inevitabili ripercussioni sullo svolgimento della missione nella Regione Speciale e nei rapporti con l'Impero.
Tarō Kanō (嘉納 太郎?, Kanō Tarō)
Doppiato da: Tetsuo Kanao
Il Ministro della Difesa del Governo Shinzō, nonché il responsabile e principale referente dell'operazione militare in corso nella Regione Speciale. Segretamente otaku, ha conosciuto Yōji quando questi andava ancora alle scuole medie, mantenendo con lui negli anni una solida amicizia grazie alla passione comune. Dal momento che il suo nome è uno dei pochi a non venire intaccati dallo scandalo di corruzione che affossa il Governo Shinzō, riesce a preservare la sua carica anche a seguito del passaggio da quest'ultimo al Governo Morita.
Reiko Shirayuri (白百合 玲子?, Shirayuri Reiko)
Doppiata da: Yōko Hikasa
Una consigliera e collaboratrice del primo ministro Hōjō, che funge da intermediaria del governo per tutte le questioni riguardanti la Regione Speciale. In seguito diviene l'ambasciatrice ufficiale del governo giapponese presso l'Impero.
Kōji Sugawara (菅原 浩治?, Sugawara Kōji)
Doppiato da: Kazuyuki Okitsu
Un membro giovane ma influente del Ministero degli Esteri che assiste la consigliera Shirayuri nei colloqui di pace tra il Giappone e l'Impero. Poiché tende a prediligere il fine ultimo ai mezzi, a differenza di Shirayuri ha la tendenza a ricorrere a ogni espediente pur di raggiungere il proprio scopo, anche i più discutibili: sua è infatti l'idea di usare i prigionieri imperiali in mano al Giappone come strumento di scambio per ottenere l'appoggio di alcuni uomini chiave dell'Impero al fine di raggiungere un accordo di pace. Inizialmente interessato a Sherry Tyueli solo in quanto erede di una importante famiglia senatoria, sembrerà provare per lei un affetto sincero quando, disubbedendo agli ordini ricevuti da Tokyo, deciderà a seguito del colpo di stato di Zorzal di ammettere lei e il senatore Casel nell'ambasciata giapponese a Sadera come rifugiati politici, facendo in pratica saltare il banco nei colloqui di pace e provocando un nuovo picco di tensione tra il Giappone e l'Impero che culminerà con la guerra civile.

## Media

### Light novel

#### Stagione 1
L'opera, scritta da Takumi Yanai (ex-membro delle JSDF) sotto lo pseudonimo di Todoku Takusan (とどく＝たくさん?), è nata inizialmente come una serie di romanzi amatoriali caricata sul sito web Arcadia tra il 2006 e il 2009. Successivamente il primo volume è stato pubblicato da AlphaPolis, con le illustrazioni di Daisuke Izuka, il 12 aprile 2010 e al 3 luglio 2015 ne sono stati messi in vendita in tutto dieci, di cui cinque contenenti solo storie secondarie e intitolati Gate gaiden (ゲート外伝?, Gēto gaiden). Una seconda edizione ampliata, basata sulla serie principale e curata da Kurojishi, ha avuto inizio il 6 gennaio 2013 e ha raggiunto i venti volumi entro il 30 marzo 2016.
| 1                      | 12 aprile 2010   | ISBN 978-4-434-14235-2 |
| 2                      | 8 agosto 2010    | ISBN 978-4-434-14763-0 |
| 3                      | 24 dicembre 2010 | ISBN 978-4-434-15254-2 |
| 4                      | 30 giugno 2011   | ISBN 978-4-434-15720-2 |
| 5                      | 5 gennaio 2012   | ISBN 978-4-434-16238-1 |
| Gate gaiden (5 volumi) |                  |                        |
| 1                      | 10 ottobre 2012  | ISBN 978-4-434-17129-1 |
| 2                      | 8 agosto 2013    | ISBN 978-4-434-18173-3 |
| 3                      | 30 aprile 2014   | ISBN 978-4-434-19120-6 |
| 4                      | 30 dicembre 2014 | ISBN 978-4-434-20085-4 |
| +                      | 3 luglio 2015    | ISBN 978-4-434-20742-6 |

#### Stagione 2
Una serie di romanzi sequel, Gate Season 2 (ゲートSeason2 自衛隊 彼の海にて、斯く戦えり?, Gate Season 2: Jieitai kano umi nite, kaku tatakaeri), è incentrato su una nuova serie di personaggi della Forza marittima di autodifesa. Nella seconda stagione, Goro Etajima della JMSDF e il suo subordinato Koji Tokushima viaggiano in paesi designati con compiti di ricerca ed esplorazione. Con la riapertura del portale, il governo giapponese continua a mantenere il controllo del monopolio del "portale" nella comunità internazionale. Ciò richiede che il governo si concentri sia sulla politica interna che sulle indagini sul terreno nel nuovo mondo, mentre si formano modesti rapporti con i residenti locali.
Daisuke Izuka ritorna come illustratore dei romanzi. Sono stati pubblicati cinque volumi, il primo dei quali è uscito l'8 agosto 2017 e il quinto il 30 novembre 2020.
| Nº | Data di prima pubblicazione | Data di prima pubblicazione | Data di prima pubblicazione |
| Nº | Giapponese                  | Giapponese                  |                             |
| -- | --------------------------- | --------------------------- | --------------------------- |
| 1  | 8 agosto 2017               | ISBN 978-4-434-23616-7      |                             |
| 2  | 5 maggio 2018               | ISBN 978-4-434-24575-6      |                             |
| 3  | 31 gennaio 2019             | ISBN 978-4-434-25598-4      |                             |
| 4  | 3 dicembre 2019             | ISBN 978-4-434-26791-8      |                             |
| 5  | 30 novembre 2020            | ISBN 978-4-434-28126-6      |                             |

### Manga

Copertina del primo volume dell'edizione italiana, raffigurante a sinistra (dal basso verso l'alto) Rory, Lelei, Tuka e a destra Yōji

Un adattamento manga, disegnato da Satoru Sao, ha iniziato la pubblicazione sul sito web di AlphaPolis nel luglio 2011. Il primo volume tankōbon è uscito il 25 giugno 2012 e al 30 dicembre 2024 ne sono stati messi in vendita in tutto ventisei. In Italia la serie è stata annunciata al Napoli Comicon 2016 da Star Comics e pubblicata da ottobre 2016. La traduzione dei testi è curata da Edoardo Serino (volumi 1-9) e Andrea Maniscalco (dal volume 10).

#### Volumi
| Nº | Data di prima pubblicazione | Data di prima pubblicazione | Data di prima pubblicazione | Data di prima pubblicazione |
| Nº | Giapponese                  | Giapponese                  | Italiano                    | Italiano                    |
| -- | --------------------------- | --------------------------- | --------------------------- | --------------------------- |
| 1  | 25 giugno 2012              | ISBN 978-4-434-16703-4      | 19 ottobre 2016             | ISBN 978-88-226-0334-0      |
| 2  | 31 gennaio 2013             | ISBN 978-4-434-17468-1      | 16 novembre 2016            | ISBN 978-88-226-0373-9      |
| 3  | 20 luglio 2013              | ISBN 978-4-434-18048-4      | 14 dicembre 2016            | ISBN 978-88-226-0411-8      |
| 4  | 30 aprile 2014              | ISBN 978-4-434-19017-9      | 18 gennaio 2017             | ISBN 978-88-226-0452-1      |
| 5  | 30 settembre 2014           | ISBN 978-4-434-19601-0      | 15 febbraio 2017            | ISBN 978-88-226-0477-4      |
| 6  | 31 marzo 2015               | ISBN 978-4-434-20299-5      | 15 marzo 2017               | ISBN 978-88-226-0494-1      |
| 7  | 25 giugno 2015              | ISBN 978-4-434-20675-7      | 19 aprile 2017              | ISBN 978-88-226-0495-8      |
| 8  | 25 dicembre 2015            | ISBN 978-4-434-21300-7      | 17 maggio 2017              | ISBN 978-88-226-0496-5      |
| 9  | 30 giugno 2016              | ISBN 978-4-434-21993-1      | 14 febbraio 2018            | ISBN 978-88-226-0892-5      |
| 10 | 25 dicembre 2016            | ISBN 978-4-434-22649-6      | 19 settembre 2018           | ISBN 978-88-226-1166-6      |
| 11 | 30 aprile 2017              | ISBN 978-4-434-23144-5      | 15 maggio 2019              | ISBN 978-88-226-1339-4      |
| 12 | 30 dicembre 2017            | ISBN 978-4-434-23969-4      | 18 settembre 2019           | ISBN 978-88-226-1531-2      |
| 13 | 30 giugno 2018              | ISBN 978-4-434-24676-0      | 16 settembre 2020           | ISBN 978-88-226-1871-9      |
| 14 | 30 dicembre 2018            | ISBN 978-4-434-25368-3      | 20 gennaio 2021             | ISBN 978-88-226-2107-8      |
| 15 | 30 giugno 2019              | ISBN 978-4-434-26031-5      | 16 febbraio 2022            | ISBN 978-88-226-3003-2      |
| 16 | 30 dicembre 2019            | ISBN 978-4-434-26776-5      | 17 agosto 2022              | ISBN 978-88-226-3353-8      |
| 17 | 30 giugno 2020              | ISBN 978-4-434-27533-3      | 12 luglio 2023              | ISBN 978-88-226-4061-1      |
| 18 | 30 dicembre 2020            | ISBN 978-4-434-28254-6      | 14 maggio 2024              | ISBN 978-88-226-4356-8      |
| 19 | 30 giugno 2021              | ISBN 978-4-434-29010-7      | 19 novembre 2024            | ISBN 978-88-226-5085-6      |
| 20 | 30 dicembre 2021            | ISBN 978-4-434-29735-9      | 2025                        | ISBN 978-88-226-5682-7      |
| 21 | 30 giugno 2022              | ISBN 978-4-434-30460-6      | —                           | —                           |
| 22 | 30 dicembre 2022            | ISBN 978-4-434-31352-3      | —                           | —                           |
| 23 | 30 giugno 2023              | ISBN 978-4-434-32196-2      | —                           | —                           |
| 24 | 30 dicembre 2023            | ISBN 978-4-434-33117-6      | —                           | —                           |
| 25 | 30 giugno 2024              | ISBN 978-4-434-34052-9      | —                           | —                           |
| 26 | 30 dicembre 2024            | ISBN 978-4-434-35001-6      | —                           | —                           |

### Anime
Un adattamento anime è stato prodotto da A-1 Pictures e diretto da Takahiko Kyōgoku. La prima metà è stata trasmessa tra il 3 luglio e il 18 settembre 2015, mentre la seconda è andata in onda dall'8 gennaio al 25 marzo 2016. Le sigle di apertura e chiusura sono rispettivamente Gate: sore wa akatsuki no yō ni (GATE～それは暁のように～?) di Kishida Kyōdan & The Akeboshi Rockets e Prism communicate (ぷりずむコミュニケート?, Purizumu komyunikēto) di Nao Tōyama e Risa Taneda, poi sostituite dall'episodio tredici da Gate II: sekai o koete (GATE Ⅱ ～世界を超えて～?) di Kishida Kyōdan & The Akeboshi Rockets e Itsudatte communication (いつだってコミュニケーション?, Itsudatte komyunikēshon) di Hisako Kanemoto, Tōyama e Taneda. In varie parti del mondo gli episodi sono stati trasmessi in streaming, anche coi sottotitoli in lingua italiana, da Crunchyroll, mentre in America del Nord i diritti sono stati acquistati da Sentai Filmworks.
Il 4 luglio 2025 è stato annunciato un adattamento televisivo della serie sequel. La serie è prodotta da Kasagi Labo, Oshi e Genco, animata dallo Studio M2 e diretta da Tōru Takahashi, con Tatsuhiko Urahata che torna a occuparsi della composizione della serie e Shigeru Fujita che cura il character design.

#### Episodi
| Nº | Titolo italiano Giapponese 「Kanji」 - Rōmaji | In onda           | In onda |
| Nº | Titolo italiano Giapponese 「Kanji」 - Rōmaji | Giapponese        |         |
| 1  | Le forze di autodifesa vanno in un altro mondo 「自衛隊、異世界へ行く」 - Jieitai, isekai e iku | 3 luglio 2015     |         |
| 1  | Tokyo, 2030. Yōji Itami è un membro delle forze di autodifesa giapponesi (JSDF), nonché un otaku appassionato di manga, anime e videogiochi fantasy, che una mattina, recatosi a Ginza per un evento manga, è testimone della comparsa improvvisa di un enorme esercito composto da orchi, mostri, draghi e cavalieri medievali, che uscendo da una specie di portale si scaglia subito contro la popolazione. Yōji fa del suo meglio per assistere alla messa in sicurezza dei civili all'interno del palazzo imperiale, ma di lì a breve l'arrivo delle JSDF riesce a respingere l'invasione, uccidendo buona parte degli aggressori e ricacciando i superstiti al di là del portale. Passata la tempesta, il governo giapponese decide di reclamare il mondo degli invasori, denominato Regione Speciale, come parte integrante del proprio territorio, e il primo ministro Hōjō annuncia l'intenzione di inviarvi quanto prima un distaccamento delle JSDF per cercare di scoprire le vere intenzioni dei suoi abitanti, stabilendo con loro se possibile un dialogo pacifico. Yōji, promosso di grado e premiato ufficialmente per il comportamento esemplare tenuto durante l'attacco iniziale, viene selezionato per far parte del distaccamento, comandato dal generale Hazama, e tre mesi dopo l'incidente la spedizione attraversa il portale, trovando un secondo esercito ad attenderla all'arrivo nel nuovo mondo. |                   |         |
| 2  | I due eserciti 「二つの軍勢」 - Futatsu no gunzei | 10 luglio 2015    |         |
| 2  | La comparsa delle JSDF provoca un comprensibile sconcerto all'interno dell'Impero, che si tramuta in paura quando ci si rende conto dell'enorme, e praticamente incolmabile, differenza tecnologica che sussiste tra gli abitanti dei due mondi. Sordo alle esortazioni del senatore Casel circa la necessità di aprire un dialogo pacifico, l'imperatore Molt ordina il dispiegamento di un enorme esercito formato dalle truppe di tutti i regni vassalli, che viene guidato dal re Duran, ma nel giro di soli tre giorni, e malgrado la differenza di forze di 30 a 1, le truppe imperiali vengono tutte massacrate. In seguito si scoprirà che questo era proprio l'obiettivo dell'Imperatore, il quale aveva intenzione di disfarsi di tutti i sovrani sottomessi e dei loro eserciti per impedire che questi potessero sfruttare la situazione per ribellarsi. Inoltre, dopo aver dato l'ordine di ricorrere alla strategia della terra bruciata per cercare di arrestare l'avanzata nemica, il sovrano ordina alla figlia Piña di agire in qualità di scout con il suo piccolo esercito di guardie personali per spiare gli invasori. Da parte loro le JSDF decidono di intraprendere una politica di pacifica convivenza con gli abitanti dell'altro mondo, e Yōji viene messo a capo di una squadra di ricognizione per compiere esplorazioni del territorio circostante al portale. Seguendo quindi le informazioni degli abitanti di un villaggio amico, Yōji e la sua squadra raggiungono un insediamento nella foresta, trovandolo però sotto attacco da parte di un enorme drago. A prima vista, passato l'attacco, sembrano non esserci superstiti, ma a sorpresa in un pozzo viene trovata, svenuta ma viva, una giovane elfa. Sulla Terra intanto, mentre il governo degli Stati Uniti inizia a valutare l'idea di inviare una propria squadra al di là del portale, tra i giapponesi c'è chi appoggia l'esplorazione e chi invece vorrebbe tagliare tutti i ponti con l'altro mondo. |                   |         |
| 3  | Il drago di fuoco 「炎龍」 - Enryū | 17 luglio 2015    |         |
| 3  | Dopo aver salvato la giovane elfa, la terza squadra di ricognizione la porta al villaggio di Coda, ma gli abitanti, venuti a sapere della presenza di un drago di fuoco nella regione, capiscono che anche loro non possono più rimanere in zona, cosicché Yōji e i suoi compagni si offrono di scortarli in un posto sicuro. Tra gli abitanti del villaggio in fuga c'è Lelei, una maga che rimane subito incuriosita dalla lingua degli stranieri, e di lì a breve alla carovana si unirà anche la semidea Rory, la quale a sua volta sarà attratta dalla stranezza degli abitanti di un altro mondo. Mentre la comitiva attraversa un canyon, il drago di fuoco torna all'attacco, ma grazie anche all'aiuto di Rory, le JSDF riescono a scacciarlo dopo avergli portato via un braccio con un razzo sparato da un Panzerfaust 3. Ciò nonostante, le perdite sono notevoli e gli abitanti di Coda, non potendo portare con sé gli anziani e i bambini rimasti orfani durante l'attacco, li affidano alle JSDF, che a loro volta decidono di trasportarli al quartier generale sulla collina di Arnus. |                   |         |
| 4  | Verso terre sconosciute 「見知らぬ地へ」 - Mishiranu chi e | 24 luglio 2015    |         |
| 4  | La notizia della respinta del drago di fuoco da parte delle JSDF si propaga velocemente per l'Impero, raggiungendo anche la principessa Piña, che si sta recando sulla collina di Arnus per spiare gli invasori. Le sue ricerche la conducono in un ospedale in cui si trova Duran, sopravvissuto allo scontro con le JSDF ma rimasto orrendamente mutilato, da cui apprende che le truppe avversarie sono semplicemente troppo potenti per poter essere sconfitte, e che in realtà il vero nemico potrebbe essere l'Impero stesso, interessato solo a salvare i suoi domini senza curarsi della sorte dei regni vassalli. Nel mentre, Yōji e la sua squadra rientrano alla base, attorno alla quale nel frattempo è stata costruita una vera e propria cittadella fortificata, dove egli viene inizialmente redarguito dai suoi superiori per aver portato alcuni abitanti di queste terre all'interno del campo. In seguito però, grazie al suo resoconto e ai buoni rapporti intrattenuti con i locali, il generale Hazama approva la sua decisione, a condizione che siano lui e i suoi compagni a occuparsi dei profughi. Tuttavia, mentre Lelei inizia ad imparare lentamente il giapponese e la giovane elfa Tuka mostra di fare ancora fatica ad accettare la morte del padre, Yōji viene messo in guardia dal suo amico Yanagida, che gli fa presente come le immense potenzialità economiche, politiche e militari insite in queste terre rappresentino una forte tentazione alla quale difficilmente le maggiori potenze del mondo accetteranno di rinunciare, mettendo così il Giappone in una posizione pericolosa. E infatti, il governo giapponese si ritrova pressato sia dall'interno, con voci circa un presunto uso eccessivo della forza da parte delle JSDF, sia dall'esterno, con il presidente cinese Dechou Dong che pianifica di spostare metà della popolazione cinese al di là del portale per risolvere il problema del sovraffollamento in Cina. In ogni caso, per cercare di sdebitarsi di quanto le JSDF stanno facendo per loro, Lelei, Rory e Tuka decidono di estrarre le scaglie dei draghi morti nei ripetuti attacchi ad Arnus per rivenderle a peso d'oro nella vicina città-stato di Italica, dove si dirigono insieme a Yōji e la sua squadra, senza sapere che verso la stessa meta è diretta anche Piña. |                   |         |
| 5  | La battaglia di Italica 「イタリカ攻防戦」 - Itarika kōbōsen | 31 luglio 2015    |         |
| 5  | Una volta raggiunta Italica, Yōji e la sua squadra vengono a sapere che la città è sotto assedio da parte dei suoi stessi soldati, datisi al brigantaggio dopo la morte del feudatario avvenuta durante la battaglia di Ginza o sulla collina di Arnus. Piña, arrivata in città per prima, pur avendo assunto la guida dell'esiguo gruppo di combattenti rimasto a difesa delle mura, è consapevole del fatto che i tre giorni necessari affinché il resto del suo esercito arrivi a dar loro man forte, potrebbero essere troppi per sperare in un esito favorevole della battaglia. Quando poi le JSDF raggiungono la città, Piña sceglie di accoglierle benevolmente, spiegando a Yōji che l'attuale situazione in cui versa Italica è stata provocata, oltre che dalla morte del feudatario, anche dalla faida interna tra i suoi eredi, dei quali l'unica rimasta in vita è l'ultimogenita Myui, troppo giovane e inesperta per poter svolgere al meglio il suo ruolo di sovrana. La terza squadra di ricognizione offre allora il proprio aiuto, ma durante il successivo attacco notturno dei banditi, a causa della scarsa abilità strategica della principessa che assegna volutamente a Yōji e agli altri il punto apparentemente più indifeso delle mura perché fungano da esca, il nemico riesce ad aggirare il presidio delle JSDF e a penetrare in città. |                   |         |
| 6  | La Cavalcata delle Valchirie 「戦女神の騎行」 - Ikusa megami no kikō | 7 agosto 2015     |         |
| 6  | La battaglia di Italica sembra sul punto di concludersi in un massacro per gli abitanti e l'ormai disperata guarnigione, quando all'improvviso dalla collina di Arnus sopraggiunge in soccorso degli assediati una nutrita divisione di elicotteri da combattimento UH-1, AH-1S e OH-1, che avvertiti preventivamente da Yōji, spazzano via facilmente le forze dei briganti salvando la città. Nel mezzo dello scontro poi, anche la terza squadra di ricognizione si unisce alla battaglia, con Rory e Shino che, guidate rispettivamente dalla sete di sangue e dall'impulsività, si distinguono particolarmente, supportandosi a vicenda. Terminata la battaglia la principessa Piña, sconvolta e atterrita da quanto appena assistito, teme le conseguenze cui l'Impero andrebbe incontro sfidando oltre le JSDF, e perciò si prepara a quella che riterrà essere un'umiliante accettazione di resa. Invece, il colonnello Kengun propone delle condizioni estremamente favorevoli, promettendo inoltre di non esercitare alcun tipo di controllo sulla città, che anzi viene immediatamente riconsegnata agli abitanti. Dopo aver venduto le scaglie di drago, anche il gruppo di Yōji si prepara a fare ritorno ad Arnus, ma durante il viaggio, a causa di un'incomprensione, il convoglio si scontra con i Cavalieri delle Rose, l'ordine cavalleresco sotto il comando di Piña diretto a Italica per dare soccorso agli assediati, e così Yōji, rimasto indietro per permettere la fuga ai compagni, viene fatto prigioniero dal loro vice comandante Bozes. |                   |         |
| 7  | La decisione della principessa 「皇女の決断」 - Kōjo no ketsudan | 14 agosto 2015    |         |
| 7  | Yōji, uscito malconcio dall'incontro con i Cavalieri delle Rose, viene affidato alle cure delle cameriere al servizio della principessa Myui, mentre di contro Bozes e le sue compagne vengono duramente redarguite da Piña per quanto accaduto (al punto che, per scongiurare un'eventuale rottura della tregua appena firmata, la principessa arriverà a costringere Bozes ad avere un rapporto sessuale con Yōji, poi fortunatamente rivelatosi non necessario). Così, quando la terza squadra di ricognizione fa ritorno a Italica per salvare il caposquadra, la situazione si è nel frattempo già risolta. Nel mentre, arriva la notizia a Yōji della sua convocazione assieme a Tuka alla Dieta per rendere conto di quanto accaduto nello scontro con il drago di fuoco e nella battaglia di Italica, e così Piña, temendo le conseguenze del suo rapporto, ottiene di poterlo accompagnare ad Arnus per scusarsi personalmente delle azioni delle sue sottoposte. Una volta tornati al quartier generale, qui la principessa si trova nuovamente di fronte all'immenso potenziale bellico delle JSDF, ma prima che Yōji e Tuka varchino il portale, anche lei, Rory e Lelei ottengono l'autorizzazione di accompagnarli nell'altro mondo. |                   |         |
| 8  | Il Giappone oltre il portale 「門の向こうのニホン」 - Mon no mukō no Nihon | 21 agosto 2015    |         |
| 8  | Yōji e il resto della squadra vengono accolti in Giappone dall'agente della Pubblica Sicurezza Komakado. Qui, Piña e Bozes hanno un incontro con la consigliera Reiko Shirayuki, con la quale danno il via al primo passo di un negoziato di pace, mediando la riconsegna all'Impero di alcuni superstiti dell'attacco a Ginza internati e incarcerati dalle autorità giapponesi. Nello stesso momento, Tuka, Rory e Lelei si presentano assieme a Yōji alla Dieta, e nonostante i tentativi del deputato Kōhara di screditare l'operato del ramo militare dell'operazione a vantaggio di quello politico, l'accorata orazione di Rory e la sagace dialettica del tenente convincono la Dieta a lasciare inalterata la politica riguardo all'utilizzo della Regione Speciale, oltre ad accrescere enormemente il consenso popolare verso la missione. L'arrivo degli abitanti dell'altro mondo attira però anche l'attenzione di Stati Uniti, Russia e Cina, che inviano i rispettivi servizi segreti a tentare di rapire le ragazze per poter esercitare così un proprio controllo sul portale. Sfuggiti a due diversi tentativi di agguato, Yōji e gli altri cercano quindi rifugio nella casa di Risa, la squattrinata ex moglie del tenente. |                   |         |
| 9  | La battaglia notturna di Hakone 「箱根山中夜戦」 - Hakone sanchū yasen | 28 agosto 2015    |         |
| 9  | Dopo aver passato la notte a casa della sua ex moglie, Yōji, contravvenendo agli ordini, decide di concedere alle ragazze un po' di tempo libero, con Rori, Tuka e Lelei che si recano a fare shopping insieme a Risa. Tomita, invece, è costretto a portare Piña e Bozes in biblioteca per soddisfare una loro non meglio precisata richiesta di forme di cultura terrestre, che più tardi si riveleranno essere manga yaoi. Nel frattempo Yōji incontra l'attuale Ministro della Difesa e suo vecchio amico Tarō Kanō per discutere della Regione Speciale e ricevere gli ordini su quale locanda alloggiare. Il gruppo si sposta quindi in un complesso termale ad Hakone, che ben difeso segretamente dalle JSDF, quella stessa notte viene assaltato invano da una divisione paramilitare agli ordini della CIA. Dal momento che la forza bruta non riesce ad avere la meglio sui difensori, il Presidente degli Stati Uniti decide di ricorrere al ricatto, minacciando il primo ministro Matoi di rendere pubbliche informazioni compromettenti su alcuni membri del suo governo se non permetterà ai suoi uomini di portare Piña e le altre nel suo paese. I soldati ricevono dunque l'ordine di rientro, e Kanō, a capo dell'operazione, è costretto a non intervenire. Nel frattempo, all'interno dello stabilimento termale, Rory, alticcia e sovreccitata per lo spargimento di sangue in corso, tenta di sedurre Yōji. |                   |         |
| 10 | Disperazione e speranza 「絶望と希望」 - Zetsubō to kibō | 4 settembre 2015  |         |
| 10 | Kanō avverte Yōji della minaccia incombente giusto in tempo per salvarlo dalle tentazioni di Rory, ma un attimo prima che gli uomini della CIA possano fare irruzione nella locanda, compaiono una squadra di specnaz e una delle forze speciali cinesi, che iniziano a uccidersi a vicenda prima di essere annientate da Rory. Abbandonata velocemente la locanda, il gruppo requisisce quindi il veicolo della CIA per poter fare rientro a Tokyo e riattraversare il portale, ma dato che Yōji è consapevole del fatto che gli inseguitori torneranno sicuramente all'attacco, Risa ha l'idea di diffondere su Internet la notizia dell'imminente arrivo delle ragazze al memoriale delle vittime di Ginza situato accanto al portale, per far confluire nella zona il giorno dopo una folla oceanica, che limiterà fortemente la libertà d'azione degli agenti della CIA (i cui sforzi saranno oltretutto vanificati anzitempo sia dall'intervento di Komakado sia dalle dimissioni del ministro Matoi). Lungo il tragitto a piedi verso il portale, inoltre, Shino incontra la sorella Nanami, alla quale racconta in diretta TV quanto accaduto all'uscita dalla Dieta e alle terme di Hakone, in modo da rendere pubblico il coinvolgimento di altri Paesi negli incidenti degli ultimi giorni. Così, dopo aver reso omaggio al memoriale, le ragazze e i loro accompagnatori fanno finalmente rientro nella Regione Speciale, dove Piña dà immediate disposizioni per organizzare quanto prima l'inizio degli incontri diplomatici tra il Giappone e l'Impero. |                   |         |
| 11 | Visitatori 「来訪者」 - Raihō-sha | 11 settembre 2015 |         |
| 11 | A Sadera, la capitale dell'Impero, hanno inizio segretamente le negoziazioni di pace, mediate da Piña, tra le casate locali e il governo giapponese, rappresentato dal giovane vice ministro Sugawara, il quale, seppure con mezzi poco ortodossi, riesce ad assicurarsi la fedeltà del senatore Cicero, uno dei più agguerriti sostenitori del movimento favorevole alla prosecuzione della guerra, che passa quindi dalla parte dei pacifisti. Nel mentre, ad Arnus, grazie ai proventi del commercio delle scaglie di drago e all'apertura di un PX dedicato alla compravendita di prodotti giapponesi, l'accampamento che ospita i profughi della Regione Speciale si trasforma rapidamente in una piccola città, che attira a sé un numero sempre crescente di coloni, mercanti e mercenari. Ed è proprio nella locanda del campo, dove lavora anche la giovane semi-umana Dalilah, che una sera sopraggiunge un'elfa oscura di nome Yao Haa Dushi, che dopo aver erroneamente scambiato Yōji per un molestatore a causa della lingua velenosa di Rory e averlo fatto scappare, chiede agli altri avventori di aiutarla a incontrare gli uomini verdi (come nel frattempo hanno iniziato ad essere conosciute le JSDF); i presenti, alla vista del compenso che l'elfa è pronta ad offrire in cambio dell'aiuto di cui dice di aver bisogno (un grosso diamante), si offrono di assisterla, salvo ripensarci immediatamente nel momento in cui viene loro detto che la missione consiste nell'uccidere un drago di fuoco. Il giorno dopo, mentre Yao si prepara a tornare al campo dopo aver trascorso la notte nella foresta, Yōji viene inviato assieme alla sua squadra nella capitale per fare da scorta alla delegazione diplomatica giapponese. |                   |         |
| 12 | Cosa farebbe Itami? 「伊丹なら」 - Itami nara | 18 settembre 2015 |         |
| 12 | Yao, tornata al campo profughi, si imbatte in un piccolo distaccamento di JSDF di guardia ai cancelli, ma si rende ben presto conto che né loro né gli altri soldati in giro per la cittadina riescono a capire ciò che dice. Sconsolata, anche dopo essere stata avvicinata da una serie di individui poco raccomandabili prontamente messi in fuga, tenta di chiedere aiuto a Mair, la ragazza-gatto che gestisce il PX, la quale, obbedendo alla regola che vieta di vendere merce ai non autorizzati, si rifiuta però di venderle un dizionario di giapponese. Infine, nel bel mezzo della discussione, Yao viene addirittura arrestata dalle guardie di sorveglianza, in quanto uno dei malintenzionati da lei precedentemente malmenato l'ha denunciata per aggressione. Per fortuna, per poter condurre il suo interrogatorio, viene convocata Lelei (che nel frattempo ha iniziato a studiare la chimica terrestre per migliorare la sua magia), così l'elfa ha finalmente modo di spiegare la situazione e i motivi che l'hanno condotta lì: la foresta della sua tribù, infatti, è sotto l'attacco dello stesso drago di fuoco che ha distrutto il villaggio di Tuka, e il consiglio degli anziani l'ha inviata ad Arnus per chiedere l'aiuto delle JSDF. Yao riesce così ad incontrarsi con il generale Hazama, ma lo stato maggiore e l'alto comando giapponese, temendo le conseguenze politiche dell'ingresso in una nazione formalmente non coinvolta nella guerra (il Regno di Elbe, in cui si trova la foresta) dell'enorme dispiegamento di forze necessario ad abbattere il drago, rifiutano la richiesta di aiuto. Sconfortata, Yao si lascia per un attimo cogliere dalla disperazione, tornando però a sperare nel momento in cui, casualmente, viene a sapere di Yōji e del suo altruismo. Nel mentre, lo stesso Yōji, assieme al resto della terza squadra, è sul punto di raggiungere Sadera. |                   |         |
| 13 | Comincia il banchetto 「開宴」 - Kaien | 8 gennaio 2016    |         |
| 13 | A Sadera, sotto la supervisione di Yōji e del resto della sua squadra, si tiene un incontro segreto tra il deputato Sugawara e i senatori moderati capeggiati da Cicero, i quali, trovatisi di fronte a una dimostrazione diretta del potenziale bellico delle JSDF, si convincono ancora di più della necessità di raggiungere quanto prima una pace con il Giappone (accordo che però risulta al momento di difficile attuazione, a causa del recente passaggio dal Governo Shinzo al debole Governo Morita). Sennonché al banchetto, a un certo punto, si presenta anche il principe Zorzal, che venuto a sapere sia dell'apparente connivenza tra Piña e gli invasori sia del numero sempre crescente di senatori contrari al proseguimento della guerra, affronta faccia a faccia la sorella per capire se le voci sul suo conto siano vere; fortunatamente Yōji e la sua squadra riescono ad allontanarsi prima di essere scoperti, e lasciato il palazzo si rifugiano in una villa di Piña. Mari, invece, finisce per dare una mano come infermiera in una casa protetta allestita da una squadra medica giapponese nel povero quartiere di Akusho, dimora per la maggior parte di semiumani che vivono in condizioni di indigenza. Qui, Mari conosce Mizari, una prostituta con fattezze angeliche, che quella notte si ripresenta alla casa protetta con un gruppo di altre prostitute per avvisare le JSDF che una di loro, dotata di un particolare sesto senso, ha percepito l'imminente arrivo di un terremoto. Subito viene diramato l'allarme generale, e infatti, di lì a breve, l'attività di un vicino vulcano provoca un fenomeno sismico così forte da arrivare fino a Sadera ed Arnus, dove nel frattempo Yao ha iniziato a raccogliere informazioni su Yōji. |                   |         |
| 14 | Il terremoto della capitale imperiale 「帝都激震」 - Teito gekishin | 15 gennaio 2016   |         |
| 14 | Grazie all'allarme preventivo lanciato dalle JSDF il terremoto, pur danneggiando seriamente la capitale, non provoca vittime né a Sadera né ad Arnus. Tornata la calma Piña, temendo per la sorte del padre, decide di andare da lui, e per l'occasione si fa accompagnare anche da Yōji, Shino, Tomita e Sugawara, in modo da rendere finalmente partecipe il genitore della sua volontà di giungere a una pace col Giappone. Nel mezzo dell'incontro, teso ma comunque cordiale, nella sala del trono irrompe Zorzal, che insiste per allontanare il padre dal palazzo avendo appreso da una delle sue schiave della possibilità che si verifichino nuove scosse. Poi, quando la schiava in questione si rivela essere Noriko, una giovane donna giapponese catturata durante l'attacco a Ginza, Yōji ha uno scatto d'ira che fa nascere un violento confronto al termine del quale Zorzal, pestato a sangue da Shino, rivela l'esistenza di altri prigionieri giapponesi venduti come schiavi all'interno dell'Impero. Sugawara intima a Piña e all'Imperatore di ritrovare e riconsegnare quanto prima i suddetti concittadini catturati, e a quel punto, i negoziati si interrompono bruscamente; inoltre, in rappresaglia per quanto accaduto, una coppia di F-4 Phantom compie un'incursione sulla capitale, polverizzando la sede del senato e dimostrando una volta di più il potenziale bellico giapponese agli occhi degli increduli senatori, che di conseguenza si riuniscono e concordano sull'apertura di un canale diplomatico ufficiale tra il Giappone e l'Impero. Terminata l'assemblea, Zorzal riceve una visita da parte del fratello minore Diabo, al quale rivela l'intenzione di sfruttare, nonostante l'umiliazione subita, la questione dei prigionieri giapponesi per garantirsi la successione, estromettendolo così dalla corsa al trono. |                   |         |
| 15 | Tuka Luna Marceau 「テュカ・ルナ・マルソー」 - Tyuka Runa Marusō | 22 gennaio 2016   |         |
| 15 | Yōji viene a sapere da Yanagida dell'arrivo di Yao ad Arnus durante la sua assenza, e della missione che l'ha condotta in cerca delle JSDF, ma in un primo tempo rifiuta l'idea dell'amico di assecondare personalmente la richiesta dell'elfa, avendo capito che il drago di fuoco è troppo potente per poter essere affrontato con i pochi mezzi di cui dispone. Tuttavia, di lì a breve, scopre che Yao, nel tentativo di forzarlo ad agire, ha costretto Tuka a rivivere il dramma della morte del padre, causandole uno shock tale da spingerla a vedere proprio in lui il genitore perduto. Yōji, sulle prime, sceglie di assecondare le fantasie della ragazza, vestendosi come il padre ed atteggiandosi come tale, ma ben presto si rende conto che ciò ha il solo effetto di spingere Tuka a negare la realtà. Per di più l'esperienza si rivela traumatica anche per lui, in quanto lo costringe a ricordare quando, molti anni prima, aveva accusato la madre di avere ucciso il padre, un uomo violento che la picchiava spesso (tanto da vedersi riconosciuta la legittima difesa), abbandonandola successivamente a sé stessa nell'ospedale psichiatrico in cui era stata rinchiusa. Alla fine, messo alle strette, e dopo un dialogo chiarificatore con il re Duran, Yōji capisce che l'unico modo per fare accettare a Tuka la morte del padre è uccidere davanti ai suoi occhi il drago di fuoco responsabile della sua scomparsa; così, armatosi di tutto punto, e accompagnato da Tuka, Lelei, Yao e Rory, contravvenendo agli ordini si mette in viaggio per la foresta di Shwartz. Nello stesso momento, a Sadera, Tyuule, con la complicità dell'uomo-bestia Bōro, inizia a tessere il suo piano per vendicare la distruzione della sua tribù da parte di Zorzal. |                   |         |
| 16 | Il drago di fuoco, un'altra volta 「炎龍再び」 - Enryū futatabi | 29 gennaio 2016   |         |
| 16 | Duran, venuto a sapere della presenza del drago di fuoco all'interno del suo regno, riesce a barattare l'aiuto delle JSDF nel riottenere il potere ad Elbe sia con la concessione dei diritti di sfruttamento dei giacimenti petroliferi presenti nel sottosuolo delle sue terre, sia col permesso all'esercito giapponese di varcarne in forze i confini per raggiungere la foresta di Shwartz e andare in aiuto di Yōji. Poco dopo, due F-4 Phantom al comando del luogotenente Kamikoda vengono inviati a stanare il drago di fuoco, che una volta trovato non esita a rivelarsi un osso duro perfino per loro danneggiando seriamente uno dei velivoli prima di fare ritorno a Shwartz, dove si imbatte in Yōji e nel suo gruppo appena dopo il loro arrivo nel territorio degli elfi oscuri. È in questa occasione che, trovandosi a tu per tu con la creatura che ha sterminato il suo popolo, Tuka viene forzata da Yōji a ucciderlo con le sue mani, ma un po' per lo shock, un po' per l'emozione il razzo sparato dall'elfa manca il bersaglio. Nel mentre Delilah, che in realtà è una spia inviata ad Arnus dalla capo-cameriera della famiglia Formal per sorvegliare i movimenti delle JSDF, riceve una lettera da Italica con l'ordine di uccidere Noriko, e pur non riuscendo a comprendere il perché di una tale disposizione si prepara ad eseguirlo. Al momento decisivo, però, viene scoperta da Yanagida, e ne nasce un breve scontro che si conclude con il ferimento grave di entrambi. Indagando sull'accaduto, la polizia militare scopre la complicità del maggiordomo della famiglia Formal, che dopo essere stato incastrato dall'esame delle impronte digitali viene indotto con l'amobarbital a confessare il luogo in cui si nasconde il mandante dell'omicidio, il quale tuttavia riesce a sottrarsi alla cattura. |                   |         |
| 17 | La battaglia decisiva 「決戦」 - Kessen | 5 febbraio 2016   |         |
| 17 | Yōji e il suo gruppo si incontrano con i pochi sopravvissuti della tribù di Yao, che dopo essere stati approssimativamente istruiti all'uso del lanciarazzi, si preparano assieme ai nuovi arrivati a contrastare il drago di fuoco. Nel tentativo di evitare un difficile scontro corpo a corpo, Yōji ha l'idea di riempire la tana della creatura, situata su una cengia di un vicino cratere, di C-4, ma mentre il posizionamento delle cariche è ancora in corso il drago torna prima del previsto, scatenandosi sulla squadra. Gli elfi oscuri vengono uccisi uno dopo l'altro, ma grazie agli sforzi congiunti di Rory, Lelei e Tuka il drago viene notevolmente indebolito, per poi essere definitivamente distrutto da Yōji con l'esplosivo. La vicenda sembra essersi finalmente conclusa, ma all'improvviso irrompe sul posto la semidea Giselle, che rivela di essere stata lei ad aver controllato fin dall'inizio il drago di fuoco e ad averlo aizzato contro elfi e umani per ordine della sua padrona, la dèa dell'oltretomba Hardy, stanca delle suppliche dei mortali. Rory, uscita malconcia dallo scontro con il drago, non è nelle condizioni di opporsi alla sua parigrado, ma fortunatamente all'ultimo momento il gruppo viene salvato dall'arrivo delle JSDF, che dopo aver eliminato i due cuccioli di drago ancora al fianco di Giselle costringono quest'ultima alla fuga. La battaglia è dunque veramente finita, e Tuka, vendicata la sua tribù, può finalmente lasciarsi alle spalle il trauma della morte del padre. |                   |         |
| 18 | Rondel, la città della magia 「魔法都市ロンデル」 - Mahō toshi Ronderu | 12 febbraio 2016  |         |
| 18 | Tornato ad Arnus, Yōji viene acclamato da tutto il continente come un eroe per aver ucciso il drago di fuoco (il Regno di Elbe e gli elfi oscuri gli concedono addirittura un titolo nobiliare), ma allo stesso tempo viene duramente redarguito per aver agito in contravvenzione agli ordini ricevuti. Privato del comando della terza squadra, riceve l'incarico di scortare Lelei all'accademia magica di Rondel, dove sosterrà l'esame per ottenere il titolo di Maestro, e dove, per l'occasione, lui e le ragazze conoscono anche Arpeggio, l'iraconda e iperattiva sorella di Lelei. Nel mentre, a Sadera, la testa del drago di fuoco viene recapitata direttamente nella piazza del palazzo imperiale come ulteriore dimostrazione di forza da parte delle JSDF, e a quel punto l'imperatore Molt si affretta a organizzare un ricevimento ufficiale che sancisca la sottoscrizione di una tregua tra l'Impero e il Giappone. L'incontro, cui partecipa anche la consigliera Shirayuri, sembra procedere per il meglio, ma all'improvviso l'Imperatore crolla a terra, segretamente avvelenato da Tyuule. |                   |         |
| 19 | Sorelle pericolose 「危険な姉妹」 - Kiken na shimai | 19 febbraio 2016  |         |
| 19 | Approfittando delle gravi condizioni di salute del padre, ancora in vita ma in stato comatoso, Zorzal, con l'appoggio di alcuni superstiti dell'attacco a Ginza bramosi di vendetta, si impadronisce del potere, e come prima cosa fa carta straccia dei colloqui di pace, proclamando anzi un riarmo dell'esercito imperiale. Infine, fa arrestare tutti i pacifisti sia in senato sia tra i vertici militari, sostituendoli con dei fedelissimi che propongono di screditare l'operato delle JSDF, sì da mettere il Giappone in una posizione difficile e costringerlo a sottoscrivere un accordo di pace più vantaggioso per l'Impero. Anche Piña viene epurata e privata del proprio ruolo di mediatrice, mentre Diabo, come estrema soluzione per fermare Zorzal, abbandona segretamente Sadera con il proposito di formare una coalizione internazionale di regni vicini e attaccare il suo stesso Paese. Nel mentre, a Rondel, Yōji e le altre scoprono che, secondo alcuni studi condotti dai saggi dell'accademia, gran parte degli abitanti della Regione Speciale non sarebbero autoctoni, ma vi sarebbero in realtà arrivati attraverso il portale da innumerevoli dimensioni parallele; nel contempo, però, il rapporto tra Arpeggio e Lelei risulta alquanto complicato, tanto che la prima arriva a sfidare a duello la sorella. Mentre lo scontro è ancora in corso, tuttavia, un sicario tenta di uccidere invano Lelei per ordine di Zorzal, pieno di invidia per il suo coinvolgimento nella morte del drago di fuoco. Il sicario viene infatti ucciso all'ultimo momento da Grey e Shandi, due sottoposti di Piña appena giunti lì su suo ordine per informare il gruppo dell'improvviso ribaltamento degli eventi, oltre che del fatto che un altro assassino molto più pericoloso, noto come il Pifferaio, è stato sguinzagliato contro di loro. |                   |         |
| 20 | Promessi sposi 「こいびと」 - Koibito | 26 febbraio 2016  |         |
| 20 | In risposta all'escalation di tensione all'interno dell'Impero, il governo giapponese si trova costretto a rifiutare le richieste di aiuto dei sostenitori della fazione pacifista e a mantenere la neutralità, per non rischiare di complicare ulteriormente una situazione già di per sé drammatica. Di contro Tyuule, con un espediente, riesce a spingere il senato a conferirle il controllo assoluto della polizia speciale dell'Impero, la Opričnina, che creata per mettere a tacere tutte le voci di dissenso alla politica di Zorzal, viene subito scagliata contro la famiglia Tyueri, rea di favorire il dialogo con il Giappone e di dare rifugio al senatore Casel, capo della fazione pacifista. Sherry, la dodicenne erede della famiglia, da tempo infatuata di Sugawara, dopo aver lasciato la villa assieme a Casel col sacrificio dei suoi genitori, riesce a scoprire che il palazzo di giada, una delle residenze della principessa Piña, è un'ambasciata giapponese che gode dei benefici di extraterritorialità. Nonostante qualche difficoltà, Sherry e Casel raggiungono dunque il palazzo, ma in virtù degli ordini ricevuti da Tokyo, Sugawara rifiuta in un primo momento di farli entrare. Tuttavia, quando Sherry sta per essere portata via dalla Opričnina, il diplomatico ha uno scatto d'orgoglio, e contravvenendo alle disposizioni salva la ragazzina e Casel offrendogli asilo politico all'interno dell'ambasciata. Il banco tra Impero e Giappone è perciò ufficialmente saltato. |                   |         |
| 21 | Deadline 「デッドライン」 - Deddorain | 4 marzo 2016      |         |
| 21 | Il tentativo della Opričnina di forzare l'ambasciata per arrestare Sherry viene sventato dall'Ordine dei Cavalieri delle Rose incaricato di proteggere il palazzo. Temendo che l'Impero possa tornare alla carica, il ministro Kanō e altri membri del governo hanno intenzione di far evacuare la delegazione giapponese dalla capitale e rafforzare le operazioni militari, ma il primo ministro Morita ordina invece di mantenere, almeno per ora, il più assoluto riserbo sulla reale gravità della situazione, dal momento che mass-media e rappresentanti del G20 stanno effettuando una visita ufficiale nella Regione Speciale, rimandando così ogni decisione a quando entrambe le delegazioni se ne saranno andate. Purtroppo, la situazione precipita rapidamente, e Zorzal, dopo aver posto Piña agli arresti domiciliari sempre su suggerimento di Tyuule, ordina all'esercito di assediare l'ambasciata. Nel mentre a Rondel Yōji e il suo gruppo, dopo essere sfuggiti a un tentativo di assassinio, organizzano un piano per portare allo scoperto il Pifferaio. |                   |         |
| 22 | La principessa nei panni della schiava 「奴隷服を着た皇女」 - Dorei-fuku o kita kōjo | 11 marzo 2016     |         |
| 22 | I ripetuti attacchi dell'esercito imperiale all'ambasciata si concludono con un nulla di fatto, ma con il passare delle ore l'evidente squilibrio di forze inizia a minare la resistenza dei Cavalieri delle Rose, tanto che Bozes inizia a considerare l'idea di abbandonare il palazzo di giada per cercare rifugio a Italica. Intanto, a Rondel, Shandi riesce a scoprire che il Pifferaio sta progettando un nuovo tentativo di assassinio ai danni di Lelei. L'attacco, come previsto, si svolge qualche giorno dopo, durante la discussione della sua tesi, ma entrambi i sicari inviati vengono prontamente fermati. Proprio quando il peggio sembra essere passato, però, Lelei viene pugnalata a tradimento da Shandi, a sua volta ingannata dal Pifferaio. Fortunatamente il gruppo aveva pensato anche a questa evenienza: così ancora una volta Lelei ne esce indenne, e Shandi, interrogata sul motivo che l'abbia spinta ad assecondare il mandante, rivela di aver agito per proteggere Piña, sempre più compromessa agli occhi del fratello. Yōji e il resto della squadra decidono quindi di fare immediatamente rientro nella capitale per salvare la principessa, senza sapere che questi, accusata di alto tradimento, è stata gettata in prigione. Nel frattempo, con il consenso di Tokyo, una grande forza di spedizione, composta da elicotteri da guerra e truppe aviotrasportate, lascia Arnus per correre in aiuto degli assediati al palazzo di giada. |                   |         |
| 23 | Lancio col paracadute 「空挺降下」 - Kūtei kōka | 18 marzo 2016     |         |
| 23 | L'attacco combinato per aria e per terra da parte delle JSDF travolge in poco tempo le difese di Sadera, liberando i pacifisti imprigionati nelle carceri imperiali e rompendo l'assedio al palazzo di giada. Di fronte all'evidente disfatta e all'impossibilità di opporsi al nemico, Zorzal, già pronto alla fuga, viene convinto a rimanere da Tyuule, chiaramente desiderosa di vederlo morire per ultimare la sua vendetta. Una volta portati in salvo Sugawara e gli altri, Bozes ottiene da Kengun di far evacuare anche i pochi superstiti dei Cavalieri delle Rose verso Italica, dove si sta formando un nuovo governo ostile a Zorzal; quindi lei e la compagna Beefeater si dirigono al palazzo imperiale per salvare Piña, ma bloccate dalle guardie non hanno altra scelta che ritirarsi, abbandonando Sadera assieme alle JSDF e lasciando la principessa nelle mani del nemico. |                   |         |
| 24 | Così, hanno combattuto 「斯く戦えり」 - Kaku tatakaeri | 25 marzo 2016     |         |
| 24 | Arrivato a Sadera, Yōji si mette in contatto con il quartier generale cittadino delle JSDF, scoprendo che anche Tomita, Takeo, Shino e Mari sono rimasti in città per aiutarlo. Con un espediente la squadra, aiutata da Tuka, Rory, Lelei e Yao, riesce a infiltrarsi nel palazzo, dove nel frattempo Piña è stata trascinata davanti a Zorzal per rispondere dell'accusa di alto tradimento. L'incontro viene interrotto da Yōji, che difeso da Rory supera facilmente sia le guardie sia un orco da battaglia. Messo alle strette, in un primo momento Zorzal lascia andare via Piña e l'Imperatore, salvo poi ripensarci subito dopo mandando tutti i suoi uomini al loro inseguimento nel vano tentativo di fermarli. Ripromettendosi di vendicarsi dell'umiliazione subita, Zorzal e i suoi sostenitori vengono marchiati come traditori, mentre nel frattempo a Italica viene formato un nuovo governo appoggiato da Tokyo, che viene gestito da Molt nel ruolo di sovrano del chiostro e Piña de facto nuova imperatrice e comandante supremo delle forze lealiste: è la guerra civile. |                   |         |